# Se arrienda
Se arrienda es una película chilena de 2005. Dirigida por Alberto Fuguet, escrita por él junto a Francisco Ortega  y protagonizada por Luciano Cruz-Coke. La película está liberada y se puede descargar legalmente y gratis desde el sitio del director con tan solo registrarse.

## Sinopsis
Al final de los años 80, el joven músico Gastón Fernández (Luciano Cruz-Coke) tenía por delante un futuro brillante, junto a su grupo de amigos soñadores e idealistas. Quince años después, el destino los ha separado. Gastón regresa a Chile, y se enfrenta a un país distinto y a la frustración del éxito artístico que nunca llegó. Mientras sus amigos disfrutan de la prosperidad, los recuerdos lo atormentan. Obligado por las circunstancias, Gastón deberá transar trabajando en la corredora de propiedades de su padre, iniciando así un viaje donde conocerá a Elisa (Francisca Lewin) y entenderá la vida, sin el peso del pasado.

## Elenco
- Luciano Cruz-Coke como Gastón Fernández Jr.
- Felipe Braun como Julián Balbo.
- Ignacia Allamand como Cordelia.
- Diego Casanueva como Pancho Santander.
- Jaime Vadell como Gastón Fernández.
- Francisca Lewin como Elisa.
- Luis Ernesto Alonso
- Javiera Díaz de Valdés como Catalina.
- Julio Fuentes
- Denisse Laval (Nicole)
- Eliana Furman
- Marianella Garrido
- Cristóbal Gumucio
- Nayra Illic
- Ariel Levy como David.
- María Cristina Peña y Lillo
- Blanca Mallol
- Rene Martin
- Diego Muñiz
- Maité Pascal
- Nicolás Saavedra como Luc Fernandez.
- Natalie Soublette
- Benjamín Vicuña como Paul Kazán.
- Eduardo Bertrán